# Cryptomphalina sulcata
Cryptomphalina sulcata — вид грибів, що належить до монотипового роду  Cryptomphalina.